# Idionyx montana
Idionyx montana là loài chuồn chuồn trong họ Synthemistidae. Loài này được Karsch mô tả khoa học đầu tiên năm 1891.